# Kauliflorie

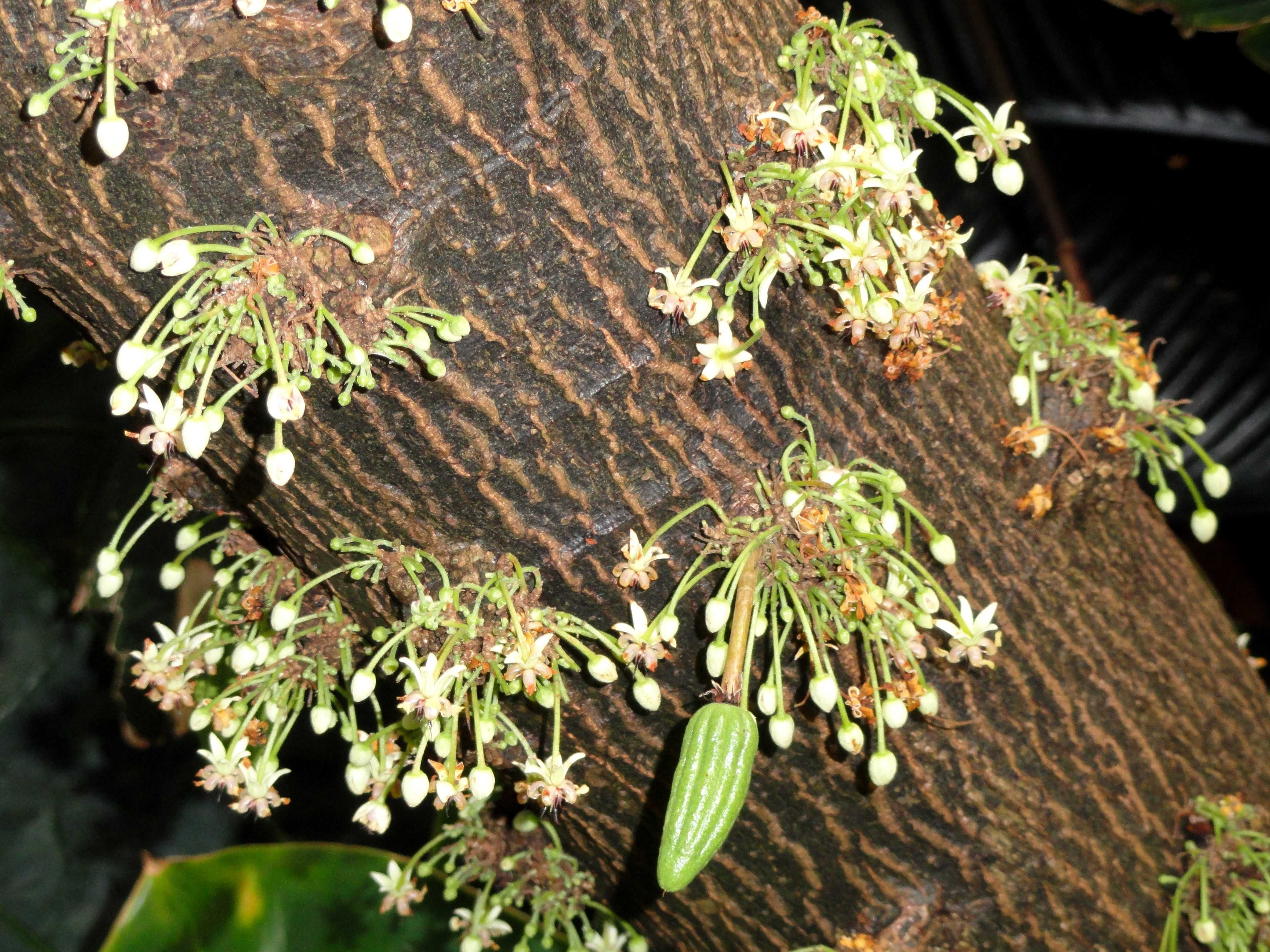
Kakao, Stamm mit Blüten

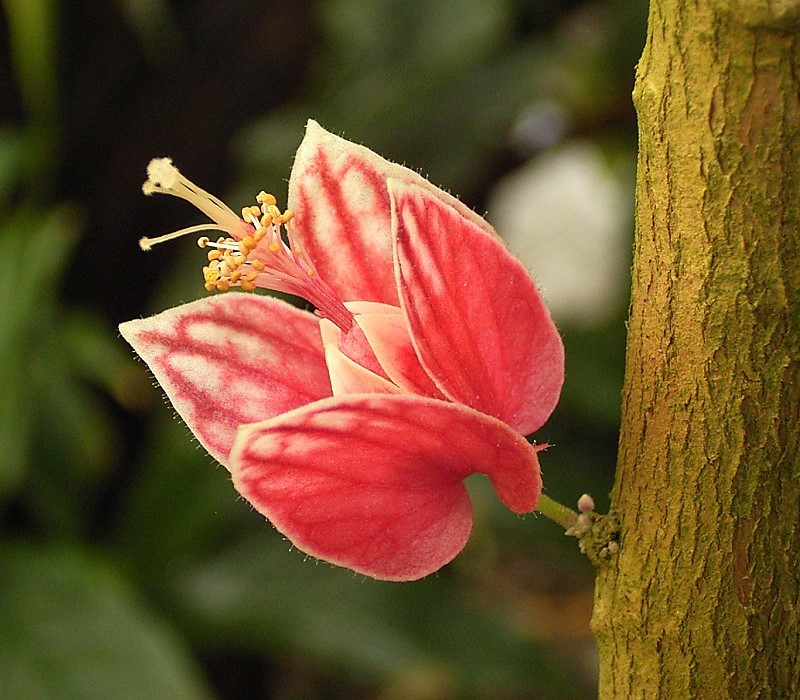
Goethea strictiflora

Als Kauliflorie (auch Cauliflorie) wird die Stammblütigkeit und -früchtigkeit von Pflanzen bezeichnet. Die Bezeichnung stammt aus dem griechischen καυλός für „Stängel, Schaft, Stamm“ und vom lateinischen flos, floris für „Blume, Blüte“.
Die Blüten oder Blütenstände entstehen an verholzten Pflanzenteilen. Dies ermöglicht auch schwereren Tieren, etwa kleinen Säugern, die Bestäubung, und auch für Vögel oder Fledermäuse sind die Blüten besser erreichbar. Die danach entstehenden Früchte befinden sich oft direkt am verholzten Stamm oder an dicken Ästen, um die teils schweren Früchte besser zu halten, dabei kann es sein, dass die Früchte längere Stiele haben. Kauliflore Pflanzen gibt es fast nur bei tropischen Pflanzenfamilien – Ausnahme ist der Seidelbast, der ein Relikt aus wärmeren Zeiten in der mitteleuropäischen Flora ist.

## Beispiele
- Brotfruchtbaum (Artocarpus altitis)
- Jackfrucht (Artocarpus heterophyllus)
- Papaya (Carica papaya)
- Australische Kastanie (Castanospermum australe)
- Johannisbrotbaum (Ceratonia siliqua)
- Gewöhnlicher Judasbaum (Cercis siliquastrum)
- Kalebassenbaum (Crescentia cujete)
- Froschfrucht (Cynometra cauliflora)
- Echter Seidelbast (Daphne mezereum)
- einige Feigen-Arten (Ficus)
- Herrania-Arten
- Jaboticaba, Baumstammkirsche (Myrciaria cauliflora)
- Guajilote (Parmentiera edulis)
- Plinia-Arten
- Wasserapfel (Syzygium malaccense)
- Kakao (Theobroma cacao)